# Détecteur d’occurrence de précipitations
Un détecteur d’occurrence de précipitations est un appareil monté sur une station météorologique automatique qui détecte la présence d'hydrométéores et en détermine le type (pluie, neige, bruine, etc.) ainsi que l’intensité mais sans en faire le cumul, contrairement au pluviomètre et nivomètre. Il fonctionne sur un principe similaire à un radar bistatique, notant le passage des gouttelettes, ou flocons, entre un émetteur et un capteur. Ces instruments sont utilisés pour simuler l'observation prise par un observateur humain et permettent un signalement rapide de tout changement de type et d'intensité des précipitations mais comportent des limitations d'interprétation.

## Principe
Il existe au moins deux types d'appareils : 
- Le détecteur à diode électroluminescente (DEL) est formé d'un émetteur infrarouge pointant vers un récepteur, comme dans l'image. Le capteur mesure la modulation de l'intensité du faisceau induite par le passage des hydrométéores sur son trajet, phénomène de scintillation. L'appareil analyse le spectre de cette modulation et peut en déduire une estimation du diamètre et de la vitesse terminale de chute moyens des particules passant dans le faisceau[1] ;
- Le POSS (Precipitation Observation Sensor System) est un petit radar Doppler bistatique. L'émetteur vise vers le haut à un certain angle d'un récepteur orienté vers le volume sondé et qui capte le signal rétrodiffusé par les hydrométéores ou les autres particules réfléchissantes dans son volume de détection[2]. L'appareil peut mesurer ainsi la vitesse de chute des cibles par l'effet Doppler et son intensité. Puis un analyseur fait une moyenne pondérée des 15 derniers sondages sur une minute pour en tirer les informations significatives.

Avec la vitesse de chute et la grosseur des particules, il est alors possible de déterminer le type de précipitations (la pluie tombe beaucoup plus vite que les flocons de neige par exemple) avec un tableau de contingence. Le détecteur signalera le type de précipitation ayant la plus importante population dans les échantillons. Cependant, dans certains cas, les caractéristiques de deux types de précipitations peuvent être similaires (bruine et neige tombent à des vitesses très proches l'une de l'autre), ou il peut y avoir un mélange de précipitations (ex. pluie et neige fondante). 
Pour raffiner la détection en cas d’ambiguïté, ces appareils utilisent la température du point de rosée (ou, si elle est manquante, la température ambiante) et la sortie du détecteur de givrage. Ainsi, si le détecteur identifie de la neige et de la bruine à un point de rosée ambiant supérieure à 1 °C, il la classera comme de la bruine, et sous −1 °C, ce sera de la neige. Lorsque ces données supplémentaires ne permettent toujours pas de faire la différence (ex. si le point de rosée de l'exemple précédent est entre −1 °C et 1 °C), le type est alors rapporté comme « inconnu ». Le détecteur de givrage va également servir à déterminer si de la pluie ou de la bruine sont verglaçantes lorsque la température est sous le point de congélation.
L’intensité instantanée des précipitations est calculée par l'intensité de la scintillation (capteur à DEL) ou la réflectivité (POSS). Elle est rapportée comme très faible, faible, modérée ou forte.

## Fréquence des signalements
Les stations automatiques rapportent selon un horaire régulier qui dépend de leur utilisation, la plupart rapportant à chaque heure. Cependant, elles vont émettre un rapport spécial si l'un ou plusieurs de leurs capteurs détecte un changement significatif des conditions météorologiques. De tels spéciaux sont émis quand des précipitations d’intensité au moins faible débutent ou cessent, ou que le type de précipitation change. 
Le détecteur d’occurrence des précipitations prend des échantillons toutes les minutes et le système de traitement de la station automatique les mémorise pendant 15 minutes. Il y aura émission d'un spécial lorsqu'au moins trois détections de précipitations est fait en 15 minutes pour le début, si au moins 12 minutes se passent sans précipitations, ou si la variation d'intensité correspond à un changement significatif.

## Limitations
Le détecteur ne signale pas le temps présent, seulement le type et l'intensité des précipitations. La station automatique doit être munie d'autres capteurs pour détecter la foudre des orages ou les obstacles à la visibilité. Il ne fait donc pas :
- La distinction entre les averses et les précipitations continues ;
- Le détail des précipitations mixtes, donnant seulement celle dominante ;
- De signalement sur les précipitations dans le voisinage, seulement à l’endroit du capteur.

Les fausses observations de précipitations par un détecteur d’occurrence des précipitations sont généralement dues à :
- De l'interférence par des ondes de radiofréquence ou lumineuses ;
- Des oiseaux ou insectes passant dans le faisceau ;
- De la poussière, de la neige ou du sable soulevé par le vent ;
- Des bulles thermiques.
- Des situations ambigües où le tableau de contingence ne peut déterminer correctement le type.

## Coordination avec autres sondes
Les orages peuvent être différenciés de la pluie continue par un détecteur de foudre. De tels appareils co-localisés avec le sensor permettre de repérer la présence et l'intensité de la foudre dans la région immédiate autour du détecteur de précipitations.
Les diffusiomètres et transmissiomètres, qui perçoivent l'extinction d'un signal lumineux entre un émetteur et un récepteur, donne la visibilité horizontale. Quand aucune précipitation n'est détecté, la station météorologique peut conclure à la présence de brume, brume sèche ou brouillard.

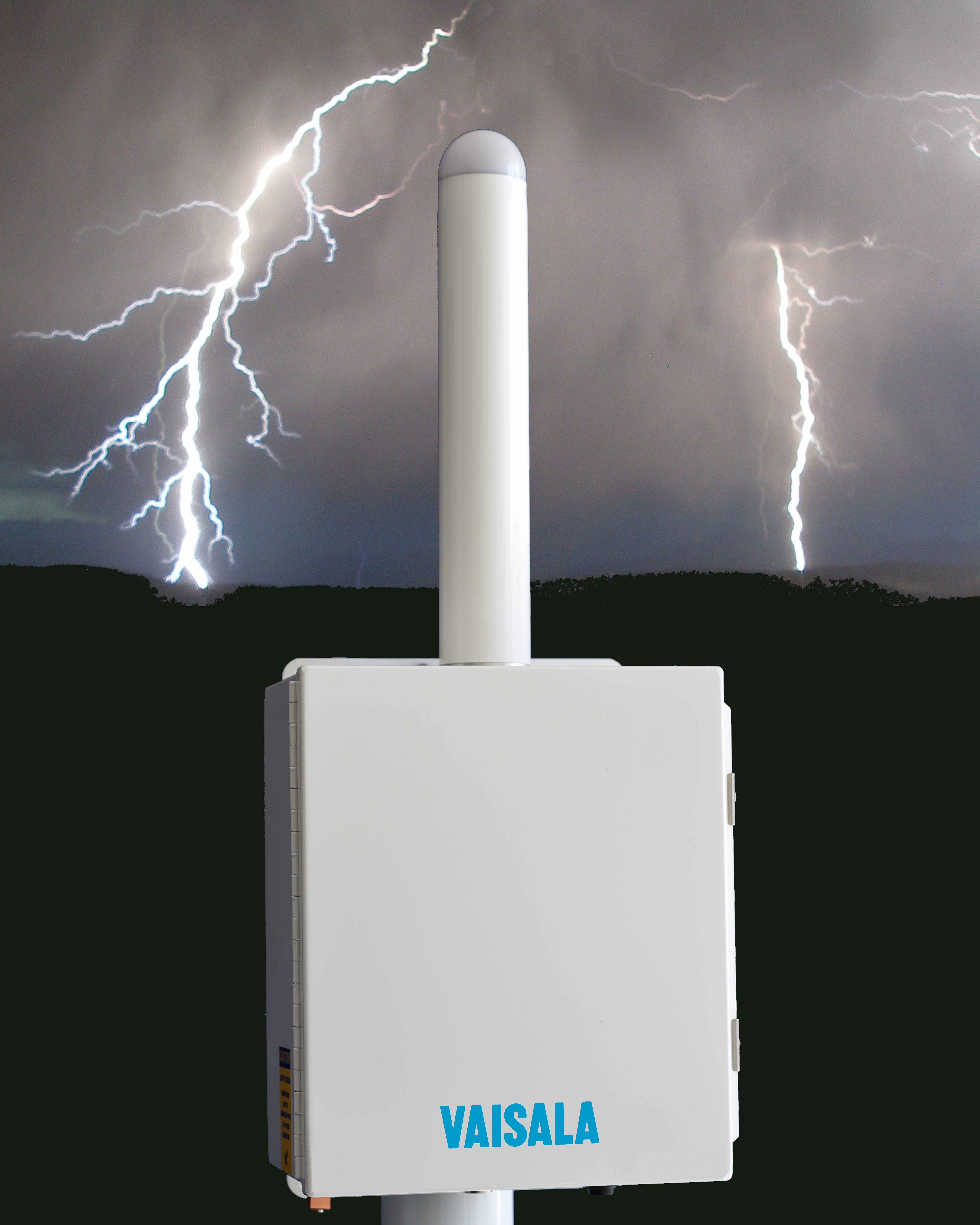
détecteur de foudre.
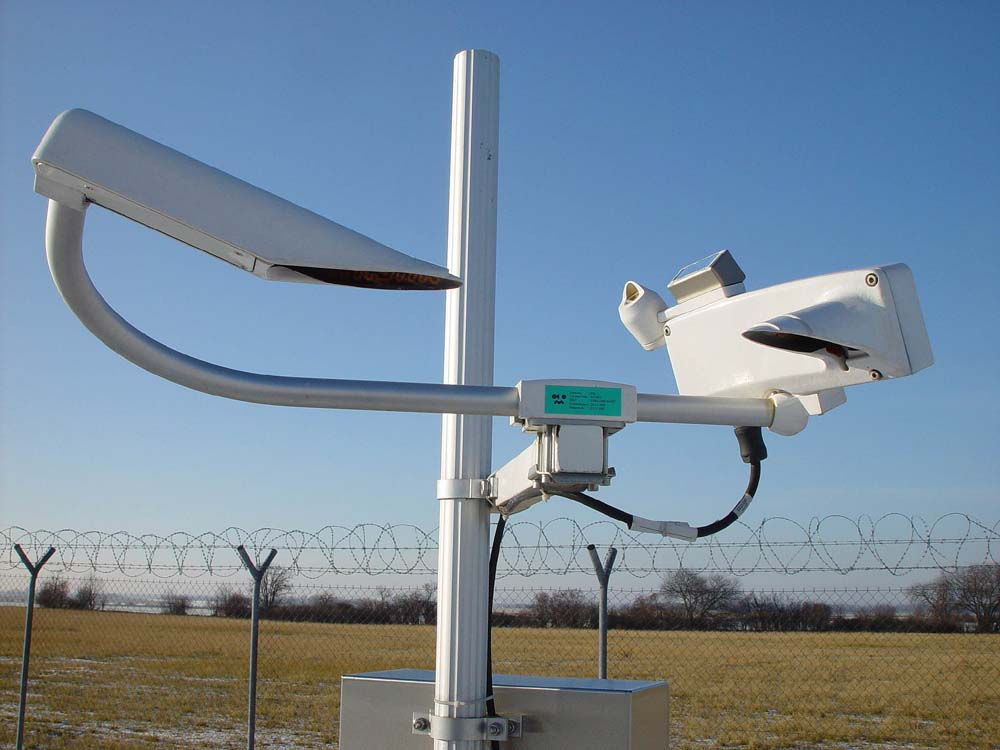
Diffusiomètre associé à une station météorologique automatique.
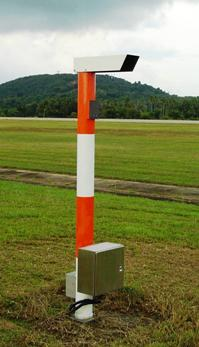
Transmissiomètre de piste donnant la visibilité le long de cette dernière.